# Thập niên 1430
Thập niên 1430 là thập niên diễn ra từ năm 1430 đến 1439.